# Roter Spitzkopfschleimfisch

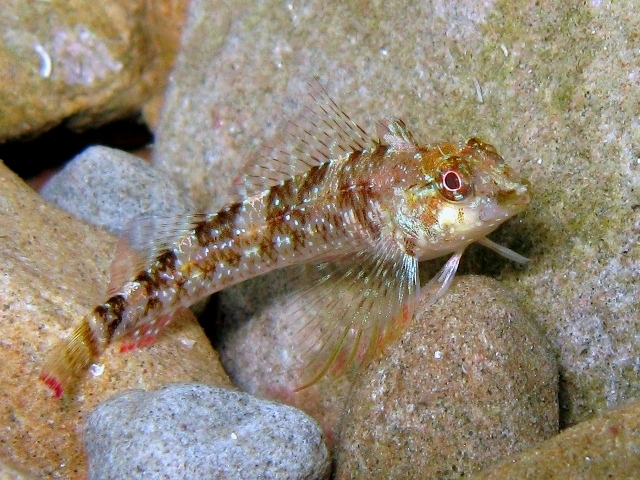
Weibchen oder noch nicht geschlechtsreifes Männchen

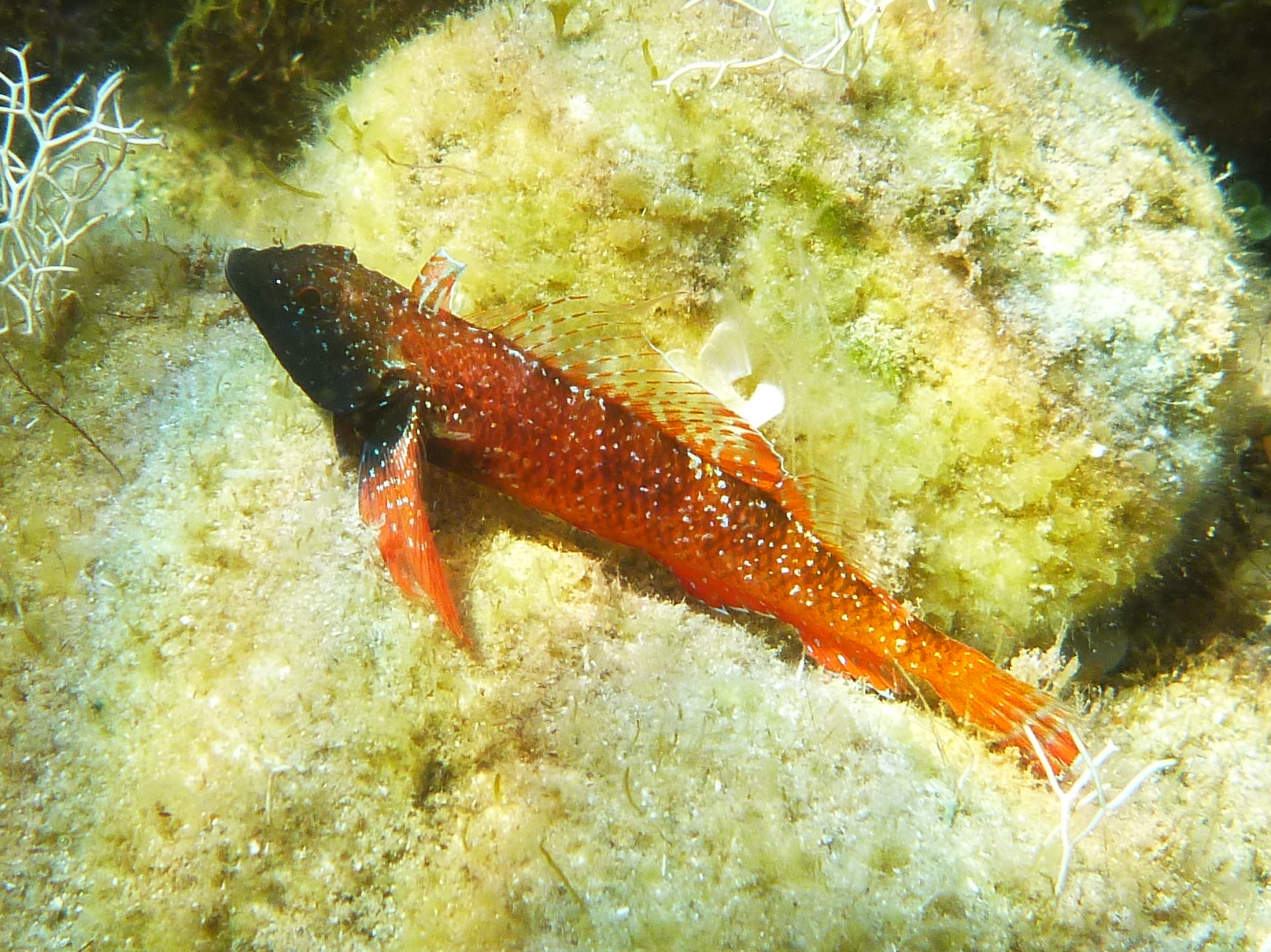
Geschlechtsreifes Männchen

Der Rote Spitzkopfschleimfisch (Tripterygion tripteronotum) ist eine Art aus der Familie der Dreiflossen-Schleimfische (Tripterygiidae). Die bodenbewohnende Art kommt in felsigen, algenbewachsenen Lebensräumen entlang der Küste des Mittelmeeres und des Schwarzen Meeres in einer Tiefe bis 3 m vor. Die Roten Spitzkopfschleimfische gehören zu den häufig bis sehr häufig vorkommenden Arten im Mittelmeer. Von April bis August kann man die geschlechtsreifen Männchen dieser Art gut an ihrem rot gefärbten Körper und dem schwarz gefärbten Kopf erkennen. Weibchen und junge Männchen sind beige bis graubraun und auf felsigem Grund nur schwer auszumachen. Rote Spitzkopfschleimfische ernähren sich carnivor und fressen hauptsächlich kleine Invertebraten.

## Anatomie und Aussehen
Der Rote Spitzkopfschleimfisch ist an einer versteckt benthischen Lebensweise angepasst. Wie bei vielen anderen bodenlebenden Fischen ist auch bei dieser Art die Schwimmblase reduziert und die Augen sind nach oben gerichtet. Auch die Größe der Kiemenöffnungen ist im Vergleich zu nicht-benthisch lebenden Fischen reduziert.
Da der Rote Spitzkopfschleimfisch zur Gruppe der Schleimfischartigen (Blennioidei) zählt, ist seine kehlständige Bauchflosse verkümmert. Die Haut der Schleimfischartigen ist charakteristisch schleimig und meist schuppenlos, nur selten mit winzigen Ctenoidschuppen besetzt.
Wie alle Dreiflossenschleimfische besitzt auch diese Art drei nicht miteinander verbundene Rückenflossen. Die ersten beiden Rückenflossen bestehen aus Hartstrahlen, die dritte aus mindestens sieben Weichstrahlen. Die Roten Spitzkopfschleimfische erreichen eine Größe von 6–7 cm.
Die Art bewohnt felsige und lichtdurchflutete Lebensräume. Ihr Körper hat eine beige bis graubraun Grundfarbe. Dadurch sind sie auf felsigem Grund nur schwer zu erkennen. Auf dem Körper dieser Fische befinden sich 4 breite, braune vertikale Streifen. Ein weiterer solcher Streifen befindet sich auf dem Schwanzkiel. Er gleich in Form und Farbe den Anderen.
Im Fortpflanzungszeitraum weist diese Art einen starken Geschlechtsdimorphismus auf. In diesem Zeitraum unterscheiden sich die territorialen Männchen im Farbmuster stark von ihren Artgenossen. Der Körper der geschlechtsreifen Männchen ist dann rot gefärbt. Kopf, Kehle und Bauchflossen sind schwarz. Weibchen und nicht geschlechtsreife Männchen sind auch in diesem Zeitraum beige bis graubraun.
Da auch die Männchen der Zwerg-Spitzkopfschleimfische (Tripterygion melanurus) dieselbe Färbung aufweisen, besteht hier eine hohe Verwechslungsgefahr. Unterscheiden lassen sich die Männchen dieser Arten anhand ihrer Größe. Adulte Tripterygion tripteronotum Männchen sind nie kleiner als 5 cm. Die Männchen der Zwerg-Spitzkopfschleimfische werden dagegen nicht größer als 4,5 cm.

## Verbreitung und Lebensweise
Das Verbreitungsgebiet des Roten Spitzkopfschleimfisches erstreckt sich vom Mittelmeer bis ins Schwarze Meer. Der Rote Spitzkopfschleimfisch zählt zur Gattung der Tripterygion. Dies ist die einzige im Mittelmeer und Nord-Atlantik vorkommende Gattung der Familie der Tripterygiidae (Dreiflossenschleimfische).
Die Tiere bevorzugen felsige, lichtdurchflutete und meist algenbedeckte Lebensräume in Küstennähe. Sie kommen in Tiefen bis 3 m vor. Die adulten Tiere sind bodenlebend. Bei Gefahr ziehen sie sich in schattige Winkel oder unter Überhänge zurück. Diese Art der Lebensweise wird auch als crypto-benthisch bezeichnet. Die Larven leben 17 bis 18 Tage im Plankton, bevor sie zur benthischen Lebensweise übergehen.

## Fortbewegung
Über kurze Strecken bewegen sich die Tiere ausschließlich mit Hilfe ihrer Brustflossen fort. Dies geschieht durch wiederholtes, synchrones Schlagen der Brustflossen. Die oberen Strahlen der Brustflosse bewegen sich dabei nach hinten und leicht nach unten. Dadurch entsteht ein leichter Auftrieb. Zu Beginn des Brustflossenschlages sind alle drei Rückenflossen aufgerichtet. Im Verlauf des Schlages werden sie an den Körper angelegt. Diese Art der Fortbewegung wird als labriforme Schwimmweise bezeichnet.
Auf längeren Strecken werden die Brustflossen ebenfalls abgewickelt, jedoch bleiben sie abgewinkelt. Der Antrieb erfolgt durch undulierende Bewegung der Schwanzflosse und des Körpers. Hierbei sind die Schwanzflossen und die dritte Rückenflosse gespreizt. Da diese Art der Fortbewegung an die eines Aals erinnert, wird sich auch als anguilliforme Schwimmweise bezeichnet.
Der Rote Spitzkopfschleimfisch bewegt sich auf kurzen Strecken labriform und auf langen Strecken anguilliform fort.

## Ernährung
Der Rote Spitzkopfschleimfisch ernährt sich hauptsächlich von kleinen Invertebraten (Wirbellose) wie Ruderfußkrebse, Flohkrebse und Widderkrebse. Er besitzt Tentakel-ähnliche Auswüchse im Nasen- und Augenbereich, welche von Hautlappen gebildet werden. Es wird angenommen, dass diese zur Anlockung von Beutetieren dienen, da sie fälschlicherweise für Nahrungspartikel gehalten werden. Die Beutetiere werden durch schnelles Öffnen des Mundes angesaugt. Futter, welches am Substrat festsitzt, wird mit Hilfe einer Seitwärtsbewegung losgerissen. Der Rote-Spitzkopfschleimfisch ist nicht in der Lage, Stücke aus größeren Futterpartikeln herauszubeißen.

## Fortpflanzung
Im Paarungszeitraum des Roten Spitzkopfschleimfisches gibt es lokale Unterschiede. Im Schwarzen Meer paaren sie sich von Juni bis September, im Mittelmeer von Aprils bis August. Der Grund hierfür ist wahrscheinlich die unterschiedliche Wassertemperatur. Die Männchen der Roten Spitzkopfschleimfische sind territorial. Sie verteidigen ihr Revier jedoch nur im Fortpflanzungszeitraum. Die Territorien haben eine Größe von durchschnittlich 1 m². Innerhalb der Territorien wird eine Fläche von 20 cm auf 20 cm als Nistplatz verwendet. In diesem Zeitraum tragen sie auch die für geschlechtsreife Männchen typische Rotfärbung.
Im Gegensatz zu den Männchen vagabundieren die Weibchen. Ein vorbeischwimmendes Weibchen wird vom Männchen durch „Bogenschwimmen“ an gebalzt. Dabei schwimmt das Männchen durch synchrones Schlagen der Brustflossen zunächst nach oben und sinkt anschließend langsam wieder ab.
Ein balzendes Paar wird häufig von kleinen noch nicht territorialen Männchen gestört, diese versuchen, die abgelegten Eier zu befruchten. Auch Störungen durch Weibchen kommen vor, diese sind jedoch seltener zu beobachten. Störende Männchen und Weibchen werden vom balzenden Paar vertrieben.
Die Weibchen laichen zwischen Juni und Juli ab. Dabei befestigt das Weibchen Ei für Ei am algenbewachsenen Untergrund. Das Männchen befruchtet die Eier, sofort nachdem sie vom Weibchen abgelegt wurden. Nach der Eiablage verlassen die Weibchen das Territorium des Männchens. Bei den Roten Spitzkopfschleimfischen betreibt ausschließlich das Männchen Brutpflege. Es verteidigt die Eier und hält sie frei von Bewuchs. Die Larven leben 17–18 Tage im Freiwasser in Küstennähe und gehen anschließend zum Bodenleben über.